# 서울시립승화원
서울시립승화원(서울市立昇華院)은 경기도 고양시 덕양구 통일로 504 (대자동)에 있는 화장장이다. 서울시설공단에서 운영한다. 현재 국민기초생활보장 수급자와 국가보훈법에 따른 희생.공헌자 및 그의 배우자를 대상으로 서울시립승화원에 부속된 봉안당(납골당)인 추모의 집을 운영하고 있다. 또한 인근에는 민간에서 설립한 여러 봉안당들이 있다. 과거 행정구역인 벽제읍을 따서 벽제 화장장이라고도 불린다.
1930년 3월 1일 현재의 홍제동 서울고은초등학교 자리에서 설립했으며, 1970년 9월 26일에 경기도 고양시 대자동으로 이전했다. 1986년 12월에 신축 화장로 15기 설치하고 현재에 이르고 있다.

## 교통
통일로를 통해 접근할 수 있다. 인근에는 교외선 벽제역이 있다.

## 요금
요금은 관내 거주민과 관외 거주민이 다르다. 관내 거주민은 소유주인 서울특별시, 승화원 소재지인 고양시, 서울특별시립 공동묘지인 용미리 묘지(광탄면)의 소재지인 파주 시민을 대상으로 한다. 서울시립승화원뿐만 아니라 서초구 원지동 서울추모공원을 이용할 때도 고양 시민과 파주 시민에게 관내 거주민 혜택이 부여된다.

## 같이 보기
- 서울추모공원